# Арольдо (опера)
Арольдо (італ. Aroldo) — опера в чотирьох діях Джузеппе Верді на італійське лібрето Франческо Марії П'яве, базується на їх ранішньому творінні 1850 року Стіффеліо. Перша постановка відбулася в Театрі Нового Комуналє в Ріміні 16 серпня 1857 року.

## Історія створення

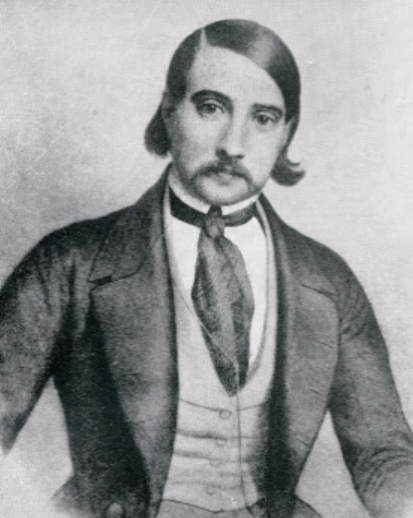
Диригент Анджело Маріані
(Museo teatrale alla Scala)

Стіффеліо спровокувала цензурну раду через «аморальні та грубі» сюжети протестантського священика, обдуреного його дружиною, а також через те, що створення персонажів німецькою мовою не сподобалося італійській авдиторії, хоча, як зазначає Бадден, опера «мала обмежений тираж (в Італії), але зі зміною назви на „Гульєльмо Веллінґроде“, головного героя, тепер німецького державного міністра». Верді відхилив прохання 1852 року написати нову останню дію для версії «Wellingrode», але навесні 1856 року у співпраці зі своїм оригінальним лібретистом П'яве він вирішив переписати сюжетну лінію та зробити невелику кількість музичних змін і доповнень.

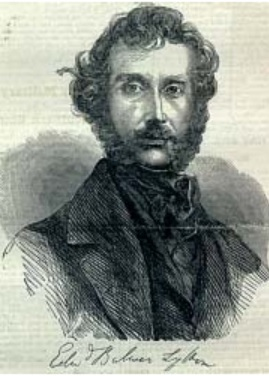
Едвард Бульвер-Літтон. Гарольд, останній із саксів (1848) був джерелом натхнення для Арольдо.

Він черпав натхнення з романів Едварда Бульвера-Літтона, зокрема його «Гарольд: Останній з саксонських королів», для перенесення опери до Англії та, в останній дії, до Шотландії в середні віки та для імен його персонажі, головним з яких є Гарольд, хрестоносець який нещодавно повернувся. Кімбелл зазначає, що «підказки» походять із твору Вальтера Скотта, чий роман 1825 року «Наручена» був би "вже знайомий італійській авдиторії через оперу Джованні Пачіні 1829 року "Il Contestabile di Chester.
Переписування було відкладено до березня 1857 року у зв'язку з підготовкою до паризького «Трувера», французької версії «Трубадура» та роботи Верді з П'яве над Симоном Бокканеґром. Однак, оскільки робота над Арольдо з П'яве відновилася, прем'єра була запланована на серпень 1857 року в Ріміні. Коли Верді і Стреппоні прибули туди 23 липня, вони побачили, що лібретист і диригент Анджело Маріані (з яким він подружився протягом попередніх років і який був обраний диригувати новою оперою) працювали разом. Хоча Філліпс-Мац зазначає, що у присутності Верді була «істерія», існувала також опозиція Арольдо, яка поєднувалася з напливом людей з інших міст, які прагнули побачити нову оперу. З Маріані репетиції починалися добре; диригент повідомив: «Верді дуже-дуже щасливий, і я теж».
До моменту прем'єри в «Стиффеліо» було внесено значні зміни, першою з яких була додана четверта дія з новим матеріалом, який диригент Маріані описав Рікорді як «чудову справу; ви знайдете в ній шторм, пастирський хор і „Angelus Dei“, оброблені в каноні та чудово вироблені». Ліна стала Міною; Стіффеліо, як обговорювалося, тепер був Арольдо; Станкар перетворився на Еґберто; Йорг, бас, виступив у ролі Бріано.

## Історія виконання
19 століття

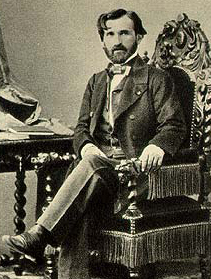
Верді в 1859 році

Місцем проведення прем'єри став Ріміні, хоча, коли Арольдо був готовий до постановки, Верді обрав Болонью місцем розташування, але Рікорді, його видавець і друг, запропонував поставити її в Ріміні. Прем'єрний виступ мав колосальний успіх, і композитора викликали на сцену 27 разів.
У сезонах, що настали після прем'єри, він з'явився восени 1857 року спочатку в Болоньї, потім в Турині, Тревізо і Вероні.
У сезон зимового карнавалу 1858 року були вистави у Венеції в Ла Феніче, Кремоні, Пармі (яка вибрала його замість оригінального Симона Бокканеґра), Флоренції та Римі. 1859 року її поставили на Мальті, а потім, у наступні два роки, Арольдо ставили на сценах Генуї, Трієста, Лісабона та Палермо в театрі Массімо Белліні. Навесні 1864 року його знову побачили в Турині, а потім, до 1870 року, було зафіксовано, що вистави відбувалися в Павії, Комо, Модені і знову у Венеції. Його успіх був значно різним, особливо в Мілані 1859 року, де «це було фіаско. Суспільство, а не цензура визнали це неприйнятним».
20 століття і далі
Сьогодні «Арольдо» є однією з дуже рідко виконуваних опер Верді, «особливо після повторного відкриття 1968 року його материнської роботи „Стиффеліо“». Серйозне відродження відбулося на фестивалі в Вексфорді 1959 року, і вона не виконувався в США до 4 травня 1963 року в Академії музики в Нью-Йорку. У лютому 1964 року в Лондоні відбулася перша вистава.
Опера була представлена в концертній версії Оперним оркестром Нью-Йорка в квітні 1979 року (з Монсеррат Кабальє та Хуаном Понсом), був створений перший запис. Але нью-йоркська Grand Opera стверджує, що дала першу виставу в Нью-Йорку 1993 року. У 1985—1986 роках театр «Ла Феніче» у Венеції змонтував дві опери один до одної. 1990 року опера Сарасота представила Арольдо як частину свого «Цикла Верді» з Філіс Трейгл у ролі Міни.
Опера була представлена в Муніципальному театрі П'яченци 2003 року. В Більбао, Іспанія, представили оперу в березні/квітні 2009 року в рамках постановки всього твору.
Дотримуючись своєї традиції, ставлячи рідко виконувані опери, UCOpera представлені Aroldo 2017 року.

## Дійові особи
| Роль                                                | Тип голосу    | Прем'єра, 16 серпня 1857 р. (Диригент: Анджело Маріані) |
| --------------------------------------------------- | ------------- | ------------------------------------------------------- |
| Аролдо, саксонський лицар                           | тенор         | Еміліо Панкані                                          |
| Міна, його дружина                                  | сопрано       | Марчелла Лотті делла Санта                              |
| Егберто, батько Міни                                | баритон       | Гаетано Феррі                                           |
| Годвіно, авантюрист, гість Егберто                  | тенор         | Сальваторе Поджалі                                      |
| Бріано, благочестивий відлюдник                     | бас           | ГБ Корнаго                                              |
| Енріко, двоюрідний брат Міни                        | тенор         | Наполеоне Сенігалья                                     |
| Олена, двоюрідна сестра Міни                        | меццо-сопрано | Аделаїда Паніцца                                        |
| Хрестоносці, слуги, лицарі та їхні дами та мисливці |               |                                                         |